# Abdülkerim Nadir Pascià
Abdülkerim Nadir Pascià (conosciuto anche come Çırpanlı Abdi Pascià o Abdul Kerim Pascià; Chirpan, 1807 – Rodi, 1883) è stato un militare ottomano.

## Biografia
Era il figlio di Ahmed Ağa, un comandante militare ottomano. Si diplomò all'Accademia militare di Costantinopoli e fu inviato a Vienna per continuare la sua formazione (1836-1841). Fu il comandante delle forze ottomane di stanza in Anatolia orientale durante la guerra di Crimea, dove condusse molti assalti contro le forze russe di stanza a Gyumri. Assunse il comando della fortezza di Kars e vinse la battaglia di Bayandir. Tuttavia, fu isolato dalla corte di Costantinopoli e, a causa di un complotto ordito del suo subordinato Ahmed Pascià, per il quale fu incolpato di uno dei fallimenti militari di Ahmed Pascià stesso. Successivamente, nel gennaio del 1854, Abdülkerim Nadir Pascià fu dimesso dalla sua carica e sostituito dallo stesso Ahmed Pascià. Dopo la guerra fu nominato governatore di Salonicco.
Nel 1876 fu eletto senatore al Parlamento costituzionale, ma mantenne la sua posizione nell'esercito e si occupò di diverse rivolte in Serbia nel 1877. Grazie al suo successo nella gestione di queste rivolte, fu nominato comandante di una divisione delle forze danubiane durante la guerra russo-turca. Dopo diversi fallimenti di comando in questa guerra, fu deferito alla corte marziale ed esiliato sull'isola di Rodi, dove morì.